# Yuliyan Strogov
Yuliyan Mijailov Strogov –en búlgaro, Юлиян Михайлов Строгов– (Dobrich, 28 de marzo de 1972) es un deportista búlgaro que compitió en boxeo.
Ganó una medalla de bronce en el Campeonato Mundial de Boxeo Aficionado de 1991 y una medalla de plata en el Campeonato Europeo de Boxeo Aficionado de 1996, ambas en el peso mosca.

## Palmarés internacional
| Campeonato Mundial | Campeonato Mundial | Campeonato Mundial | Campeonato Mundial |
| Año                | Lugar              | Medalla            | Categoría          |
| ------------------ | ------------------ | ------------------ | ------------------ |
| 1991               | Sídney (Australia) | Medalla de bronce  | 51 kg              |
| Campeonato Europeo |                    |                    |                    |
| Año                | Lugar              | Medalla            | Categoría          |
| 1996               | Vejle (Dinamarca)  | Medalla de plata   | 51 kg              |